# Ministerio de Absorción e Inmigración de Israel

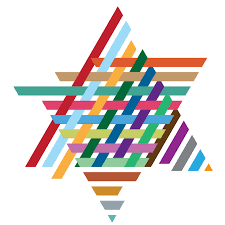
Ministry of Aliyah and Integration

El Ministro de Absorción e Inmigración de Israel (en hebreo: שר לקליטת עלייה‎, Sar leKlitat Aliyah), conocida hasta 1951 como Ministro de Inmigración (en hebreo: שר העלייה‎, Sar HaAliya), es el director político del Ministerio de Absorción e Inmigración de Israel subordinado al gabinete israelí. El actual ministro es Ze'ev Elkin de Likud.
En coordinación con las autoridades locales, el Ministerio es responsable de los nuevos inmigrantes (Olim) durante tres semanas después de su llegada. Eso ayuda a los olim a encontrar trabajo y alojamiento, aconseja sobre la educación, la planificación y las cuestiones sociales, así como la creación de los beneficios de la "cesta de inmigrantes" (así como exenciones fiscales, subvenciones, etc.) También ocasionalmente hubo un viceministro.

## Lista de Ministros
| Haim-Moshe Shapira                    | Frente Religioso Unido | Provisional, primero, segundo | 14 de mayo de 1948 - 8 de octubre de 1951          |
| Yigal Allon                           | Alineamiento           | 13th, 14th                    | 1 de julio de 1968 - 15 de diciembre de 1969       |
| Shimon Peres                          | Alineamiento           | 15th                          | 22 de diciembre de 1969 - 27 de julio de 1970      |
| Natan Peled                           | Not an MK 1            | 15th                          | 27 de julio de 1970 - 10 de marzo de 1974          |
| Shlomo Rosen                          | Not an MK 1            | 16th, 17th                    | 10 de marzo de 1974 - 20 de junio de 1977          |
| David Levy                            | Likud                  | 18th                          | 20 de junio de 1977 - 5 de agosto de 1981          |
| Aharon Abuhatzira                     | Tami                   | 19th                          | 5 de agosto de 1981 - 4 de mayo de 1982            |
| Aharon Uzan                           | Tami                   | 19th, 20th                    | 4 de mayo de 1982 - 13 de septiembre de 1984       |
| Ya'akov Tzur                          | Alineamiento           | 21st, 22nd                    | 13 de septiembre de 1984 - 22 de diciembre de 1988 |
| Yitzhak Peretz                        | Shas                   | 23°, 24°                      | 22 de diciembre de 1988 - 13 de julio de 1992      |
| Yair Tzaban                           | Meretz                 | 25°, 26°                      | 13 de julio de 1992 - 18 de junio de 1996          |
| Yuli-Yoel Edelstein                   | Yisrael BaAliyah       | 27°                           | 18 de junio de 1996 - 6 de julio de 1999           |
| Ehud Barak 2                          | One Israel             | 28°                           | 6 de julio de 1999 - 5 de agosto de 1999           |
| Yuli Tamir                            | One Israel             | 28°                           | 5 de agosto de 1999 - 7 de marzo de 2001           |
| Ariel Sharon 2                        | Likud                  | 29°                           | 7 de marzo de 2001 - 28 de febrero de 2003         |
| Tzipi Livni                           | Likud, Kadima          | 30°                           | 28 de febrero de 2003 - 4 de mayo de 2006          |
| Ze'ev Boim                            | Kadima                 | 31°                           | 4 de mayo de 2006 - 4 de julio de 2007             |
| Yaakov Edri                           | Kadima                 | 31°                           | 4 de julio de 2007 - 14 de julio de 2008           |
| Eli Aflalo                            | Kadima                 | 31°                           | 14 de julio de 2008 - 31 de marzo de 2009          |
| Sofa Landver                          | Israel Beitenu         | 32° y 33°                     | 31 de marzo de 2009 - 14 de mayo de 2015           |
| Ze'ev Elkin                           | Likud                  | 34°                           | 14 de mayo de 2015 - 30 de mayo de 2016            |
| Ministerio de Aliá e Integración      |                        |                               |                                                    |
| Sofa Landver                          | Israel Beitenu         | 34°                           | 30 de mayo de 2016 - 18 de noviembre de 2018       |
| Ministerio de Inmigración y Absorción |                        |                               |                                                    |
| Benjamin Netanyahu                    | Likud                  | 34°                           | 18 de noviembre - 24 de diciembre de 2018          |
| Yariv Levin                           | Likud                  | 34°                           | 24 de diciembre de 2018 - 9 de enero de 2019       |
| Yoav Galant                           | Likud                  | 34°                           | 9 de enero de 2019 - 17 de mayo de 2020            |
| Pnina Tamano-Shata                    | Azul y Blanco          | 35° y 36°                     | 17 de mayo de 2020 - 29 de diciembre de 2022       |
| Ofir Sofer                            | Sionista Religioso     | 37°                           | Desde el 29 de diciembre de 2022                   |

### Viceministros
| Ministro            | Partido          | Gobiernos  | Fechas en el cargo      |
| ------------------- | ---------------- | ---------- | ----------------------- |
| Aryeh Eliav         | Alineamiento     | 13th, 14th | 12/8/1968 - 15/12/1969  |
| Shlomo Rosen        | Alineamiento     | 15th       | 20/11/1972 - 10/3/1974  |
| Aharon Uzan         | Tami             | 19th       | 11/8/1981 - 4/5/1982    |
| Marina Solodkin     | Yisrael BaAliyah | 28th       | 5/8/1999 - 11/7/2000    |
| Yuli-Yoel Edelstein | Yisrael BaAliyah | 29th       | 7/3/2001 - 28/2/2003    |
| Marina Solodkin     | Kadima           | 30th       | 30/03/2005 - 04/05/2006 |